# Joie d'être gai
Albums de Les Trois Accords
J'aime ta grand-mère
(2012) Beaucoup de plaisir
(2018)
Singles
1. Joie d'être gai
Sortie : Octobre 2015
2. L'esthéticienne
Sortie : Décembre 2015
3. St-Bruno (Nuit de la poésie III)
Sortie : Juin 2016
4. Les dauphins et les licornes
Sortie : mars 2017

Joie d'être gai est le cinquième album studio du groupe rock québécois Les Trois Accords, sorti le vendredi 20 novembre 2015. Son enregistrement est effectué à New York. Cette chanson traite de sujets d'actualités comme l'homosexualité et l'amour. Le groupe québécois a écrit cette pièce afin de créer un contraste entre les difficultés et les joies de l'amour gai.

## Liste des titres
| No  | Titre                            | Durée |
| --- | -------------------------------- | ----- |
| 1.  | Joie d'être gai                  | 4:12  |
| 2.  | Dans le coin                     | 3:04  |
| 3.  | J'épile ton nom                  | 3:25  |
| 4.  | Les dauphins et les licornes     | 5:15  |
| 5.  | St-Bruno (Nuit de la poésie III) | 4:29  |
| 6.  | Top bronzés                      | 3:18  |
| 7.  | J'ai un massage pour toi         | 2:39  |
| 8.  | Non, toi raccroche               | 3:25  |
| 9.  | L'esthéticienne                  | 3:30  |
| 10. | C'est pas facial                 | 3:02  |